# Minor Keith
Minor Cooper Keith, född 19 januari 1848 i New York, död där 14 juni 1929, var en amerikansk affärsman.
Keith började 1872 anlägga järnvägar i Costa Rica och skapade därefter bananplantager i olika delar av Mellanamerika. 1899 deltog han i bildandet av banantrusten United Fruit Company. Keiths insats har varit banbrytande i Mellanamerikas ekonomiska utveckling.